# Boombayah
Boombayah ist die Debütsingle der südkoreanischen Girlgroup Blackpink. Sie erschien am 8. August 2016 gekoppelt mit Whistle als Square One.

## Inhalt
Boombayah beschreibt die Anziehung, die zwischen einem Mann und einer Frau besteht. Das Lied thematisiert die Frau und wie fesselnd sie auf die jeweilige Person wirkt.

## Musikvideo
Das Musikvideo zu Boombayah erschien zeitgleich mit dem Lied. Die Regie übernahm Seo Hyun-seung. Die Mitglieder tanzen im Musikvideo sowohl alleine als auch gemeinsam. Seit der Veröffentlichung wurde das Video über 1,7 Milliarden Mal auf YouTube aufgerufen. (Stand: 26. Oktober 2024)

## Titelliste
| Nr.          | Titel                       | Text               | Musik                 | Länge |
| ------------ | --------------------------- | ------------------ | --------------------- | ----- |
| 1.           | Whistle (휘파람; Hwiparam)  | Teddy · Bekuh BOOM | Teddy · Future Bounce | 3:32  |
| 2.           | Boombayah (붐바야; Bumbaya) | Teddy · Bekuh BOOM | Teddy                 | 4:01  |
| Gesamtlänge: | Gesamtlänge:                | Gesamtlänge:       | Gesamtlänge:          | 7:33  |

## Kommerzieller Erfolg

### Chartplatzierungen
| ChartsChartplatzierungen | Höchstplatzierung | Wochen |
| ------------------------ | ----------------- | ------ |
| Südkorea (KMCA)          | 7 (19 Wo.)        | 19     |

### Auszeichnungen für Musikstreamings
| Land/Region  | Auszeichnungen für Musikverkäufe (Land/Region, Auszeichnung, Verkäufe) | Verkäufe                         |
| ------------ | ---------------------------------------------------------------------- | -------------------------------- |
| Japan (RIAJ) | Gold                                                                   | 50.000.000                       |
| Japan (RIAJ) | Gold                                                                   | 50.000.000 (Koreanische Version) |
| Insgesamt    | 2× Gold ·                                                              | 100.000.000                      |

Hauptartikel: Blackpink/Diskografie